# Романюк Дмитро Михайлович
Дмитро Михайлович Романюк (нар. 19 травня 1987, м. Івано-Франківськ) — український економіст, менеджер та державний діяч, заступник голови Івано-Франківської обласної державної адміністрації (з жовтня 2019 року), кандидат економічних наук (2014).

## Життєпис

### Освіта
Закінчив факультет управління персоналом та маркетингу та юридичний факультет Київського національного економічного університету імені Вадима Гетьмана та економічний факультет за спеціальістю «Менеджмент організацій» Прикарпатського національного університету імені Василя Стефаника (з відзнакою).

### Трудова діяльність
2008 – «Global Management Challenge Ukraine», проектний-менеджер всеукраїнських змагань зі стратегічного менеджменту Global Management Challenge.
2009 – ПАТ "Івано-Франківськгаз", економіст з фінансової роботи відділу фінансів і бюджетування.
2009-2011 – Компанія "Pokupon" інвестиційно-консалтингової групи «EastOne», керівник регіонального підрозділу.
2010-2016 – Прикарпатський національний університет імені Василя Стефаника, викладач кафедри менеджменту і маркетингу.
2010-2015 – Консалтингова компанія "Progress Consulting", керуючий партнер.
2015-2016 – Івано-Франківська обласна державна адміністрація, Директор департаменту міжнародного співробітництва, євроінтеграції, туризму та інвестицій.
2017-2018 – Державна установа “Офіс залучення та підтримки інвестицій “UkraineInvest”. Керівник по роботі з регіонами України, інвестиційний менеджер.
2018-2019 – Юридична компанія “MORIS GROUP”. Радник з питань інвестицій.
2018-2019 – Компанія з управління активами "MG Invest", голова Наглядової Ради.
З 2019 – Івано-Франківська обласна державна адміністрація, заступник голови з економічних питань.

## Громадська та політична діяльність

### Участь у виборах
Балотувався в одномандатному виборчому окрузі № 83 у порядку самовисування на проміжних виборах народного депутата України 25 травня 2014 року.
Напередодні дня голосування зняв свою кандидатуру.

### Інцидент з «яйцем»
24 вересня 2004 року, Дмитро Романюк, який на той час був студентом 1 курсу, кинув яйцем у тодішнього прем'єр-міністра та кандидата в президенти Віктора Януковича під час його візиту до Івано-Франківська.
Інцидент набув широкого поширення в мережі та став приводом для жартів протягом усієї президентської кампанії.

Пізніше у своїх інтерв’ю Дмитро Романюк пояснював природу свого вчинку, що на той час його ціллю було зіпсувати картинку для ЗМІ, які через цензуру та тиск на студентів транслювали підтримку кандидата в Президенти України Віктора Януковича молоддю Прикарпаття, що не відповідало дійсності. Хоча автор «яєчного кидка», вважає, що такі методи висловлення протесту є недалекоглядними і країну потрібно міняти системними кроками, а не кидання яйцями. 
"Я б не хотів, щоб це слугувало прикладом для молоді, як інструмент вирішення тих проблем, які існують у нас в державі та суспільстві. Попри те, що я маю відношення до цієї події, я не вважаю, що такі методи, як метання яйця, є ефективні і далекоглядні."- говорить Дмитро Романюк. 

### TEDxIvanoFrankivsk
У 2013 та 2015 роках Дмитро Романюк ініціював та виступив керівником проекту TEDxIvanoFrankivsk, отримавши спеціальну ліцензію на проведення заходу.

## Різне

Дмитро Романюк під час візиту на підприємство з іноземними інвестиціями Padana Chemical Compounds.

Однією із заслуг Дмитра Романюка вважається заведення в Івано-Франківську область німецької компанії "LEONI", яка побудувала у м.Коломия в 2016 році завод із виробництва комплектуючих для автомобільної промисловості. На заводі має бути створено більше 5000 нових робочих місць. Дмитро Романюк на той час очолював департамент міжнародного співробітництва, євроінтеграції, туризму та інвестицій та відповідну робочу групу ціллю якої було залучення інвестора.